# Anthidium longstaffi
Anthidium longstaffi är en biart som beskrevs av Mavromoustakis 1948. Anthidium longstaffi ingår i släktet ullbin, och familjen buksamlarbin. Inga underarter finns listade i Catalogue of Life.